# Charlotte Laurie
Charlotte Louisa Laurie (1856 - 25 mars 1933) est une botaniste et éducatrice britannique connue pour ses écrits et son enseignement.

## Biographie
Charlotte Laurie est née en 1856 aux Antilles britanniques, fille d'un pasteur de la Barbade. Elle fait ses études à la Clergy Daughters' School de Bristol, et après un certain temps à la Barbade, au Maria Gray Training College. En 1880, elle rejoint le personnel du Cheltenham Ladies' College, où elle écrit son premier manuel de botanique, illustré par Winifred Boys-Smith. Il est ensuite largement utilisé dans les écoles secondaires.
En plus de son rôle d'éducatrice, Charlotte Laurie occupe plusieurs postes. Elle est à un moment donné secrétaire honoraire de l'Association of Assistant Mistresses (et plus tard sa présidente), de la Cheltenham Natural Science Society, de la Christian Social Union et de la College Missionary Society Leaflet.
Elle est connue pour avoir écrit au moins trois manuels de botanique publiés entre 1903 et 1906. Ses études botaniques se concentrent sur les plantes du Gloucestershire.